# Radio 100
Radio 100 – pilska rozgłośnia radiowa prezentująca przede wszystkim muzykę z lat 80. i 90. Nadawała od 8 grudnia 1995 roku do 30 stycznia 2009 roku.
Radio nadawało na częstotliwości 104,1 MHz i obejmowało swoim zasięgiem obszar ok. 100 km wokół Piły.
W styczniu 2009 roku spółka Multimedia kupiła radio 100. Od 30 stycznia 2009 stacja nadaje pod nazwą RMF MAXXX Piła.